# Acacia costata
Acacia costata é uma espécie de leguminosa do gênero Acacia, pertencente à família Fabaceae.